# George Marsh
George Marsh (født 5. november 1998) er en engelsk fodboldspiller der spiller for Tottenham Hotspur.